# Waterfluit
Een waterfluit bestaat uit een fles gevuld met water en een plastic pijp.
Een ander type waterfluit is een stenen pot in de vorm van een vogel. Deze wordt gevuld met water en vervolgens wordt via de bovenkant een klank ten gehore gebracht die vergelijkbaar is met het getjilp van een vogeltje.